# جاك بورجوازي
جاك بورجوازي (بالفرنسية: Jacques Bourgeois)‏ هو عالم موسيقى فرنسي، ولد في 1912، وتوفي في 30 أغسطس 1996 في باريس في فرنسا.

## روابط خارجية
- جاك بورجوازي على موقع ميوزك برينز (الإنجليزية)